# Attique (dialecte)

Distribution des dialectes du grec ancien durant l'Époque classique.

Pour les articles homonymes, voir Attique (homonymie).
| Groupe occidental - Dorien - Grec nord-occidental | Groupe central - Éolien - Arcadochypriote | Groupe oriental - Attique - Ionien |
| Isolé : Achéen                                    |                                           |                                    |

L'attique est un groupe dialectal du grec ancien, parlé dans la région homonyme autour d'Athènes. Souvent dénommé grec classique, il fut le langage soutenu du monde grec pendant des siècles et reste la forme standard de la langue enseignée aux étudiants du grec ancien.

## Ancien et nouvel attique
Le grec est le membre principal de la branche hellénique de la famille des langues indo-européennes. Dans l'Antiquité, le grec existait déjà dans plusieurs dialectes, dont l'attique. Les premières attestations du grec, datant du XVIe au XIe siècle av. J.-C., sont écrites en linéaire B, un système d'écriture archaïque utilisé par les Grecs mycéniens pour écrire leur langue ; on pense que la distinction entre le grec oriental et le grec occidental est apparue à l'époque mycénienne ou avant. Le grec mycénien représente une forme ancienne du grec oriental, le groupe auquel appartient également l'attique.
La littérature grecque ultérieure a livré trois dialectes principaux : l'éolien, le dorien et l'ionien ; l'attique faisait partie du groupe des dialectes ioniens. L'expression « ancien attique » est utilisée pour désigner le dialecte de Thucydide (460-400 av. J.-C.) et des dramaturges d'Athènes au Ve siècle, tandis que le terme « nouvel attique » désigne la langue des écrivains ultérieurs, qui ont suivi l'accession au trône du royaume d'Égypte en 285 av. J.-C. de Ptolémée II, qui parlait grec. Gouvernant depuis Alexandrie, Ptolémée a lancé la période alexandrine, au cours de laquelle la ville d'Alexandrie et ses érudits expatriés parlant grec ont prospéré.
La zone d'origine du dialecte attique parlé comprenait l'Attique et un certain nombre d'îles de la mer Égée ; l'ionien, qui lui est étroitement lié, était également parlé le long des côtes occidentales et nord-ouest de l'Asie Mineure dans la Turquie moderne, en Chalcidique, en Thrace, en Eubée et dans certaines colonies de la Grande Grèce. Vers la fin du Ve siècle av. J.-C., le dialecte attique a connu diverses évolutions grammaticales. Aux époques suivantes, les textes littéraires attiques ont été largement étudiés bien au-delà de leur pays d’origine : d’abord dans les civilisations classiques de la Méditerranée, y compris dans la Rome antique et dans le monde hellénistique plus vaste, puis dans le monde musulman, en Europe et dans d’autres parties du monde touchées par ces différentes cultures.

## L'alphabet attique

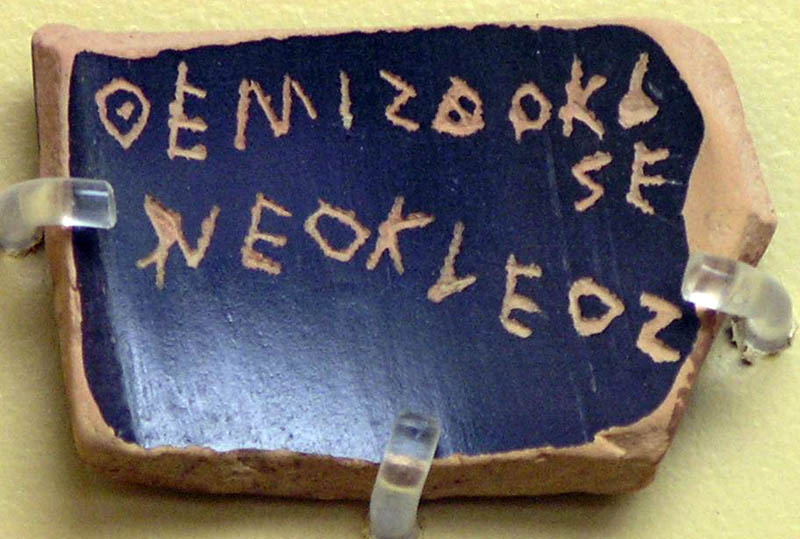
Un bulletin de vote contre Thémistocle, fils de Néoclès, sous la démocratie athénienne (voir ostracisme) Inscription : ΘΕΜΙΣΘΟΚΛΕΣ ΝΕΟΚΛΕΟΣ (norme classique Θεμιστοκλῆς Νεοκλέους Themistoklês Neokléous). Le texte est un exemple de l'alphabet épichorique ; les deux dernières lettres de Thémistocle sont écrites à la manière d'un boustrophédon et que Ε et Ο sont utilisés à la fois pour e et o longs et courts.

Le grec attique, comme d'autres dialectes, était à l'origine écrit dans une variante locale de l'alphabet grec. Selon la classification des alphabets grecs archaïques, introduite par Adolf Kirchhoff, le système vieil-attique appartient au type « oriental » ou « bleu », car il utilise les lettres Ψ et Χ avec leurs valeurs classiques (/ps/ et /kʰ/), contrairement aux alphabets « occidentaux » ou « rouges », qui utilisaient Χ pour /ks/ et exprimaient /kʰ/ avec Ψ. À d'autres égards, le vieil attique partage de nombreuses caractéristiques avec l'alphabet eubéen voisin (qui est « occidental » dans la classification de Kirchhoff). Comme ce dernier, il utilisait une variante en forme de lambda en forme de L, et une variante de sigma en forme de S. Il manquait les symboles consonantiques xi (Ξ) pour /ks/ et psi (Ψ) pour /ps/, exprimant ces combinaisons de sons avec ΧΣ et ΦΣ, respectivement. De plus, comme la plupart des autres dialectes grecs continentaux, l'attique n'utilisait pas encore oméga (Ω) et eta (Η) pour les voyelles longues /ɔː/ et /ɛː/. Au lieu de cela, il exprimait les phonèmes vocaliques /o, oː, ɔː/ avec la lettre Ο (qui correspond aux Ο, ΟΥ, Ω classiques) et /e, eː, ɛː/ avec la lettre Ε (qui correspond à Ε, ΕΙ et Η dans l'orthographe classique ultérieure). De plus, la lettre Η était utilisée comme heta, avec la valeur consonantique de /h/ plutôt que la valeur vocalique de /ɛː/.
Au Ve siècle av. J.-C., l'écriture athénienne passa progressivement de ce système local à l'alphabet ionien plus largement utilisé, originaire des îles de la mer Égée orientale et d'Asie Mineure. À la fin du Ve siècle, l'utilisation simultanée d'éléments du système ionien et de l'alphabet local traditionnel était devenue courante dans l'écriture privée et, en 403 av. J.-C., il fut décrété que l'écriture publique passerait à la nouvelle orthographe ionienne, dans le cadre de la réforme qui suivit les Trente Tyrans. Ce nouveau système, également appelé alphabet « eucléidien », du nom de l'archonte Eucléide, qui supervisa la décision, devait devenir l'alphabet grec classique dans tout le monde de langue grecque. Les œuvres classiques de la littérature attique furent ensuite transmises à la postérité dans la nouvelle orthographe ionienne, et c'est dans cette orthographe classique qu'elles sont lues aujourd'hui.

## Phonologie

### Voyelles

#### A long
Long ā proto-grec → long ē attique, mais ā après e, i, r. ⁓ ionien ē dans toutes les positions. ⁓ dorien et éolien ā dans toutes les positions.
- Proto-grec et dorien mātēr → attique mētēr « mère ».
- Attique chōrā ⁓ ionien chōrē « lieu », « pays ».

Cependant, proto-grec ā → attique ē après w (digamma), supprimé par la période classique.
Proto-grec korwā → attique-ionien ancien *korwē → attique korē (ionien kourē).

#### A bref
proto-grec ă → attique ě. ⁓ dorien : ă reste.
- Artamis dorien ⁓ Artémis attique.

#### Groupes de sonores
Allongement compensatoire de la voyelle avant le groupe sonore (r, l, n, m, w, parfois y) et s, après suppression de s. ⁓ certains éoliens : allongement compensatoire de la sonore.
- Proto-indo-européen VsR ou VRs → attique-ionien-dorien-béotien VVR.
- VsR ou VRs → lesbien-thessalien VRR[11].

Indo-européen proto-européen *es-mi (verbe athématique) → attique-ionien ēmi (= εἰμί) ⁓ lesbien-thessalien emmi « je suis ».

#### Upsilon
Le /u/ du proto-grec et d'autres dialectes (prononcé ou) est devenu l'attique /y/ (prononcé comme ü en allemand, u en français) et représenté par y dans la translittération latine des noms grecs.
- Béotien kourios ⁓ attique kyrios « seigneur ».

Dans les diphtongues eu et au, l'upsilon a continué à être prononcé /u/.

#### Contraction
L'attique se contracte davantage que l'ionien. a + e → ā long.
- nika-e → nikā « conquiers (toi) ! »

e + e → ē (écrit ει : diphtongue apocryphe).
- PIE *trey-es → Proto-grec trees → Attique trēs = τρεῖς « trois ».

e + o → ō (écrit ου : diphtongue apocryphe).
primitif *genes-os → ionien geneos → attique genous « d'une sorte » (génitif singulier : latin generis, avec r de rhotacisme).

#### Raccourcissement des voyelles
L'attique ē (du degré ē d'ablaut ou du proto-grec ā) est parfois raccourci en e :
1. lorsqu'il est suivi d'une voyelle brève, avec allongement de la voyelle brève (métathèse quantitative) : ēo → eō.
2. lorsqu'il est suivi d'une longue voyelle : ēō → eō.
3. lorsqu'elle est suivie de u et s : ēus → eus (loi d'Osthoff) :

- basilēos → basileōs « d'un roi » (génitif singulier) ;
- basilēōn → basileōn (génitif pluriel) ;
- basilēusi → basileusi (datif pluriel).

#### Hyphérèse
L'attique supprime l'une des deux voyelles d'affilée, appelée hyphérèse (ὑφαίρεσις).
- Homérique boē-tho-os → attique boēthos « courir au cri », « secourir dans la bataille ».

### Consonnes

#### Palatalisation
PIE *ky ou *chy → proto-grec ts (palatalisation) → ionien attique et eubéen tt — ionien cycladéen, anatolien et koinè ss.
- Proto-grec *glōkh-ya → attique glōtta — ionien oriental glōssa « langue »

Parfois, proto-grec *ty et *tw → Ionien attique et eubéen tt — ionien cycladéen/anatolien et koinè ss.
- PIE *kwetwores → attique tettares — tesseres ionien oriental « quatre » (latin quattuor)

T proto-grec et dorien avant i ou y → s attique-ionien (palatalisation).
- Ti-the-nti dorien → tithēsi attique = τίθεισι « il place » (allongement compensatoire de e → ē = diphtongue apocryphe ει).

#### Raccourcissement de ss
La séquence ss en dorien, éolien, attique-ionien ancien → s attique classique.
PIE *medh-yos → homérique μέσσος (messos) (palatalisation) → attique μέσος (mesos) "milieu" ;
- Homérique ἐτέλεσσα → attique ἐτέλεσα "J'ai exécuté (une cérémonie)" ;
- Proto-grec *podsi → homérique ποσσί → attique ποσί "à pied" ;
- Proto-grec *hopot-yos → dialectal ὁπόσσος → attique ὁπόσος.

#### Perte du w
- Le w proto-grec (digamma) a été perdu en attique dans les temps proto-historiques.
- Proto-grec korwā[9] ; attique korē « fille ».

#### Rétention du h
L'attique a conservé le h- du proto-grec (de la débuccalisation de l'initiale proto-indo-européenne s- ou y-), mais certains autres dialectes l'ont perdu (psilosis « dépouiller », « désaspirer »).
- Proto-indo-européen *si-sta-mes → attique histamen — crétois istamen « nous nous tenons debout ».

#### N mobile
L'attique-ionien place un n (nu mobile) à la fin de certains mots qui se termineraient normalement par une voyelle, si le mot suivant commence par une voyelle, pour éviter les hiatus (deux voyelles d'affilée). Le nu mobile peut également être utilisé pour transformer ce qui serait une syllabe courte en une syllabe longue pour une utilisation dans le mètre.
- pāsin élegon « ils parlèrent à tout le monde » vs. pāsi legousi pāsi(n) datif pluriel de « tous » legousi(n) « ils parlent » (troisième personne du pluriel, indicatif présent actif) elege(n) « il parlait » (troisième personne du singulier, indicatif imparfait actif) ; titheisi(n) « il place », « fait » (troisième personne du singulier, indicatif présent actif : verbe athématique.

#### Rr au lieu de rs
L'attique et l'ionien eubéen utilisent rr dans les mots, lorsque le cycladéen et l'ionien anatolien utilisent rs :
- attique χερρόνησος → ionien oriental χερσόνησος "péninsule".
- attique ἄρρην → ionien oriental ἄρσην "mâle" attique θάρρος → ionien oriental θάρσος "courage". L'attique remplace le ionien -σσ par -ττ.

L'attique et l'ionien eubéen utilisent tt, tandis que le cycladique et l'ionien anatolien utilisent ss :
- attique γλῶττα → ionien oriental γλῶσσα "langue" ;
- attique πράττειν → ionien oriental πράσσειν "faire, agir" ;
- attique θάλαττα → ionien oriental θάλασσα "mer"[12].

## Morphologie
L'attique a tendance à remplacer le suffixe -ter « faiseur de » par -tes : dikastes pour dikaster « juge ».
La terminaison adjectivale attique -eios et la terminaison nominale correspondante, toutes deux ayant deux syllabes avec la diphtongue ei, remplacent ēios, avec trois syllabes, dans d'autres dialectes : politeia, crétois politēia, « constitution », toutes deux de politewia dont le w est supprimé.

## Grammaire
La grammaire du grec attique suit dans une large mesure la grammaire du grec ancien. Les références à la grammaire attique concernent généralement des particularités et des exceptions de la grammaire grecque ancienne. Cette section ne mentionne que quelques-unes de ces particularités attiques.

### Nombres
En plus des nombres singuliers et pluriels, le grec attique possédait le nombre duel. Il était utilisé pour désigner deux éléments et était présent sous forme d'inflexion dans les noms, les adjectifs, les pronoms et les verbes (toutes les catégories infléchies pour le nombre). Le grec attique fut le dernier dialecte à le conserver des anciennes formes de grec, et le nombre dual avait disparu à la fin du Ve siècle avant J.-C. En outre, en grec attique, tout sujet neutre pluriel ne prendra que des verbes conjugués au singulier.

### Déclinaison
En ce qui concerne la déclinaison, le radical est la partie du mot décliné à laquelle sont suffixées les terminaisons casuelles. Dans les formes féminines alpha ou de première déclinaison, le radical se termine par un a long, qui est parallèle à la première déclinaison latine. En ionien et en attique, la voyelle radicale est devenue ē au singulier, sauf (en attique seulement) après e, i ou r. Par exemple, les formes respectives du nominatif, du génitif, du datif et de l'accusatif singulier sont ἡ γνώμη, τῆς γνώμης, τῇ γνώμῃ, τὴν γνώμην, gnomē, gnomēs, gnomē(i), gnomēn, « opinion », mais ἡ θεᾱ́, τῆς θεᾶς, τῇ θεᾷ, τὴν θεᾱ́ν, thea, theas, thea(i), thean, "déesse". Le pluriel est le même dans les deux cas, gnomai et theai, mais d'autres changements sonores ont été plus importants dans sa formation. Par exemple, le -as original au nominatif pluriel a été remplacé par la diphtongue -ai, qui n'a pas changé de a à e. Dans les quelques masculins avec un radical en a, le génitif singulier suit la deuxième déclinaison : stratiotēs, stratiotou, stratiotēi, etc.
Dans la désinence en omicron de la deuxième déclinaison, principalement masculine (mais avec quelques féminins), le radical se termine par o ou e, qui est composé à son tour d'une racine plus la voyelle thématique, un o ou un e dans la série indo-européenne ablaut parallèle à des formations similaires du verbe. C'est l'équivalent de la deuxième déclinaison latine. L'alternance du grec -os et du latin -us au nominatif singulier est familière aux lecteurs grecs et latins.
En grec attique, une terminaison génitive singulière originale *-osyo après la perte du s (comme dans les autres dialectes) allonge le radical o jusqu'à la diphtongue apocryphe -ou (voir ci-dessus sous Phonologie, Voyelles) : logos « le mot », logou de *logosyo « du mot ». Le datif pluriel de l'attique-ionien avait -oisi, qui apparaît en attique ancien mais se simplifie plus tard en -ois : anthropois « à ou pour les hommes ».

## L'attique classique
L'attique classique peut se référer soit aux variétés de grec attique parlées et écrites en grec majuscule aux Ve et IVe siècles avant J.-C. (attique de l'époque cassique), soit au grec attique standardisé de l'époque hellénistique et de l'ère romaine, principalement basé sur la langue des orateurs attiques et écrit en onciale grecque. L'attique remplace l'ionien -σσ par -ττ :
- attique γλῶττα → ionien γλῶσσα "langue" ;
- attique πράττειν → ionien πράσσειν "faire, agir, pratiquer" ;
- attique θάλαττα → ionien θάλασσα "mer".

### Variétés
- Le dialecte vernaculaire et poétique d'Aristophane.
- Le dialecte de Thucydide (mélange d'ancien attique et de néologismes).
- Le dialecte et l'orthographe des inscriptions en ancien attique inscrites en alphabet attique avant 403 av. J.-C. L'orthographe thucydidienne est similaire.
- Le dialecte conventionnalisé et poétique des poètes tragiques attiques, mélangé au grec épique et ionien, et utilisé dans les épisodes. Dans les odes chorales, le dorien conventionnel est utilisé.
- L'attique formel des orateurs attiques, Platon, Xénophon et Aristote, imité par les atticistes ou écrivains néo-attiques, et considéré comme un attique standard.